# Nuoto ai campionati europei di nuoto 2022 - Staffetta mista 4x100 metri stile libero
La gara della staffetta 4x100 metri stile libero mista ai Campionati europei di nuoto 2022 si è svolta il 15 agosto 2022. Al mattino si sono svolte le batterie, mentre la finale si è disputata nel pomeriggio.

## Podio
| Pos.    | Nazione       | Atleta |
| ------- | ------------- | --- |
| Oro     | Francia       | Maxime Grousset Charles Rihoux Charlotte Bonnet Marie Wattel Hadrien Salvan Lucile Tessariol Béryl Gastaldello |
| Argento | Gran Bretagna | Thomas Dean Matthew Richards Anna Hopkin Freya Anderson Edward Mildred Jacob Whittle Lucy Hope                 |
| Bronzo  | Svezia        | Björn Seeliger Robin Hanson Sarah Sjöström Louise Hansson Sofia Åstedt                                         |

## Record
Prima della manifestazione il record del mondo (RM), il record europeo (EU) e il record dei campionati (RC) erano i seguenti.
|  | 3'19"38 | Australia        | 24 giugno 2022 Budapest                        |
|  | 3'21"81 | Paesi Bassi      | 29 luglio 2017 Budapest                        |
|  | 3'22"07 | Francia Bulgaria | 8 agosto 2018/22 maggio 2021 Glasgow/ Budapest |

## Risultati

### Batterie
| Pos. | Batteria | Corsia | Nazione       | Atleta                                                                                                  | Tempo       | Note |
| ---- | -------- | ------ | ------------- | --- | ----------- | ---- |
| 1    | 1        | 7      | Francia       | Hadrien Salvan (48"89) Charles Rihoux (48"19) Lucile Tessariol (55"15) Béryl Gastaldello (53"96)        | 3'26"19     | Q    |
| 2    | 1        | 3      | Gran Bretagna | Edward Mildred (49"43) Jacob Whittle (47"95) Lucy Hope (54"87) Freya Anderson (54"54)                   | 3'26"79     | Q    |
| 3    | 1        | 2      | Italia        | Alessandro Bori (48"85) Manuel Frigo (48"20) Sofia Morini (54"66) Costanza Cocconcelli (55"32)          | 3'27"03     | Q    |
| 4    | 2        | 5      | Ungheria      | Szebasztián Szabó (48"66) Dániel Mészáros (49"25) Lilla Minna Ábrahám (55"54) Fanni Gyurinovics (54"89) | 3'28"34     | Q    |
| 5    | 2        | 7      | Paesi Bassi   | Stan Pijnenburg (48"88) Sean Niewold (49"48) Sam van Nunen (55"14) Imani de Jong (54"88)                | 3'28"38     | Q    |
| 6    | 2        | 4      | Svezia        | Björn Seeliger (48"07) Robin Hanson (49"56) Sofia Åstedt (56"48) Sarah Sjöström (54"28)                 | 3'28"39     | Q    |
| 7    | 2        | 3      | Spagna        | Carles Coll (49"02) Sergio de Celis (48"12) Ainho Campabadal (56"81) Lidón Muñoz (54"92)                | 3'28"87     | Q    |
| 8    | 2        | 2      | Polonia       | Mateusz Chowaniec (49"46) Konrad Czerniak (49"62) Anna Dowgiert (55"34) Aleksandra Polańska (54"74)     | 3'29"16     | Q    |
| 9    | 1        | 6      | Armenia       | Artur Barseghyan (50"32) Vladimir Mamikonyan (54"15) Ani Poghosyan (58"23) Varsenik Manucharyan (59"83) | 3'42"53     |      |
| 10   | 1        | 4      | Albania       | Zhulian Lavdaniti (52"95) Franc Aleksi (56"30) Nikol Merizaj (58"79) Sara Dande (1'05"93)               | 3'53"97     |      |
| DNS  | 1        | 5      | Lussemburgo   | - | Non partiti |      |
| DNS  | 2        | 6      | Israele       | - | Non partiti |      |

### Finale
| Pos. | Corsia | Nazione       | Atleta                                                                                               | Tempo   | Note |
| ---- | ------ | ------------- | --- | ------- | ---- |
|      | 4      | Francia       | Maxime Grousset (48"02) Charles Rihoux (48"39) Charlotte Bonnet (53"34) Marie Wattel (53"05)         | 3'22"80 |      |
|      | 5      | Gran Bretagna | Thomas Dean (48"46) Matthew Richards (48"19) Anna Hopkin (53"62) Freya Anderson (53"03)              | 3'23"30 |      |
|      | 7      | Svezia        | Björn Seeliger (48"09) Robin Hanson (48"91) Sarah Sjöström (52"68) Louise Hansson (53"72)            | 3'23"40 |      |
| 4    | 3      | Italia        | Lorenzo Zazzeri (48"38) Alessandro Miressi (47"38) Silvia Di Pietro (53"92) Chiara Tarantino (53"94) | 3'23"62 |      |
| 5    | 8      | Polonia       | Karol Ostrowski (48"61) Kamil Sieradzki (48"64) Anna Dowgiert (54"78) Aleksandra Polańska (53"70)    | 3'25"73 |      |
| 6    | 2      | Paesi Bassi   | Stan Pijnenburg (49"19) Nyls Korstanje (49"12) Tessa Giele (54"87) Marrit Steenbergen (52"90)        | 3'26"08 |      |
| 7    | 6      | Ungheria      | Nándor Németh (48"28) Szebasztián Szabó (48"40) Nikolett Pádár (54"98) Dóra Molnár (54"88)           | 3'26"54 |      |
| 8    | 1      | Spagna        | Luis Domínguez (49"25) Sergio de Celis (48"27) Lidón Muñoz (55"28) Carmen Weiler (54"72)             | 3'27"52 |      |